# Pucheguín
Pucheguín es un pequeño poblado en el margen este del Estuario de Reloncaví al sur de la ciudad de Cochamó, forma parte integrante de la comuna de Cochamó, en la Región de Los Lagos, Chile.
Puchequín se deriva del idioma mapuche y significa muchos chercarcanes.
Se accede a Puchequín a través de la ruta V-69 que une a Cochamó con Río Puelo.
En las inmediaciones se pueden ver hermosas vistas del Estuario de Reloncaví y del Volcán Yates, así como interesantes lugares como La Lobada y Cascajal, este último ubicado a 32 kilómetros.
Próximo a Puchequín se encuentra Cochamó sector donde se ubica el Aeródromo Cochamó.